# Zofia Dorota z Celle
Zofia Dorota z Celle, ang. Sophia Dorothea of Celle (ur. 15 września 1666, zm. 13 listopada 1726) – księżniczka Ahleden, żona elektora Hanoweru i późniejszego króla Wielkiej Brytanii Jerzego I.

## Życiorys
Zofia Dorota była jedynym dzieckiem Jerzego Wilhelma, księcia Brunszwika-Lüneburga, oraz hugenotki Eleonory d'Esmier d'Olbreuse. W 1682 wyszła za mąż za swojego kuzyna - Jerzego Ludwika, który w 1705, po śmierci swojego teścia i wuja - Jerzego Wilhelma, odziedziczył księstwo Lüneburg. Jerzy Ludwik został później również królem Wielkiej Brytanii jako Jerzy I (dzięki swojej matce, Zofii Hanowerskiej, która była córką Elżbiety Stuart - córki króla Jakuba I). 

### Nieszczęśliwa księżna
Ich małżeństwo nie należało do szczęśliwych. Zofia Dorota była często łajana za niestosowanie się do zasad etykiety. Między nią a mężem często wybuchały poważne kłótnie, ich stosunki nieco poprawiły się jednak po urodzeniu się dzieci.

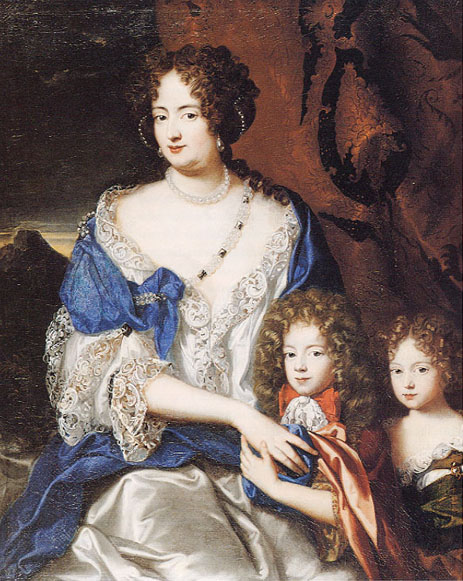
Zofia Dorota z Celle

 Jerzy Ludwik miał kochankę Melusinę von der Schulenburg i wkrótce zaczął wyraźnie zaniedbywać oraz lekceważyć żonę, do tego stopnia, że jego rodzice osobiście prosili go o zachowanie większej dyskrecji w kontaktach z kochanką. Obawiali się, że małżeństwo ich syna zostanie zerwane i będą musieli oddać posag Zofii Doroty. Mąż zareagował na te prośby pozytywnie i od tego momentu zdradzał swoją żonę w sposób mniej widoczny. Małżonkowie rozwiedli się 28 grudnia 1694.

### Romans
Zofia Dorota sama znalazła sobie kochanka - Filipa von Königsmarck (brata Aurory von Königsmarck), który później nagle zniknął w niewyjaśnionych okolicznościach. 28 grudnia 1694 mąż Zofii Doroty rozwiódł się z nią i uwięził w Ahlden (Aller). Pozostała tam uwięziona przez ponad 30 lat, aż do swojej śmierci.

## Potomstwo
Zofia i Jerzy doczekali się dwójki dzieci: 
- Jerzy II (10 listopada 1683 - 25 października 1760), król Wielkiej Brytanii i elektor Hanoweru
- Zofia Dorota (26 marca 1687 - 28 czerwca 1757), królowa Prus jako żona Fryderyka Wilhelma I, miała dzieci